# Rocío Jiménez
Rocío Jiménez Bañares (Madrid, 2 gennaio 1959) è un'ex cestista spagnola.

## Carriera
Con la Spagna ha disputato quattro edizioni dei Campionati europei (1978, 1980, 1985, 1987).